# Tepui
Tepuier er bordlignende bjerge (taffelbjerge), som kun findes i Guyanas højland og områderne omkring – især i Venezuela. Disse geologiske formationer er ofte beliggende enlige og ikke i grupperede sæt, hvilket gør dem til vært for en meget unik samling af endemiske plante- og dyrearter. Nogle af de mest specielle tepuier er Autana, Pico da Neblina (den højeste ved grænsen mellem Venezuela og Brasilien), Auyantepui og Roraima. De er typisk udformet af prækambrisk sandsten. Auyantepui er vært for verdens højeste vandfald, Salto del Angel.

## Tepuiernes oprindelse
På det indianske pemonfolks sprog hedder denne type bjerge tepuyer, der betyder "bjerge" eller "Guds huse". De er efterladenskaberne af store kvartssandstensplateauer, som engang dækkede bunden af granit i området omkring Orinoco, mellem Atlanterhavskysten og Rio Negro. Gennem tiderne er plateauet eroderet, og tepuierne blev formet af de resterende "øbjerge". De er de ældste synlige klippeformationer på planeten.
Der er 115 af disse taffelbjerge i Gran Sabana i den sydøstlige del af Venezuela på grænsen til Guyana og Brasilien.
4°59′38″N 60°36′27″V / 4.993889°N 60.6075°V